# Limenitis poltius
Limenitis poltius är en fjärilsart som beskrevs av Hall 1938. Limenitis poltius ingår i släktet Limenitis och familjen praktfjärilar. Inga underarter finns listade i Catalogue of Life.